# Chad Kroeger
Chad Robert Kroeger (Hanna, Alberta, 15. studenog 1974.) je vodeći vokal i gitarist kanadskog rock sastava Nickelback.

## Životopis
Rođen Chad Robert Turton, kasnije je uzeo prezime polubrata Mikea Kroegera.

### Karijera
Chad Kroeger je pjevač i gitarist grupe Nickelback, te piše većinu njihovih pjesama.

### 604 Records
2002. godine, Chad zajedno s odvjetnikom grupe Nickelback otvara produkcijsku kuću 604 Records.

### Suradnje
Chad Kroeger je surađivao s nizom autora i izvođača. Zajedno s pjevačem grupe Saliva Joseyem Scottom, gitaristom sastava Theory of a Deadman Tylerom Connolyem, i bubnjarom grupe Our Lady Peace Jeremyem Taggartom, izveo temu "Hero" za kinohit Spider-Man 2002. godine.
Također 2002., Kroeger je zajedno s Santanom radio i pjevao na pjesmi "Why Don't You And I" za Santanin novi album Shaman. No, kad je Santanina izdavačka kuća najavila da će pjesmu izdati kao singl, Chadova izdavačka kuća Roadrunner records to nije dopustila, jer je Nickelbackov novi album The Long Road ubrzo trebao izaći, a Chadovo pojavljivanje na ovakvoj pjesmi visokog profila bi razbilo napetost publike. Kroeger je na to predložio jedan drugi sastav, koji je potpisao sa Santaninom kućom, kao zamjenu za Chada. No, verzija s Chadom kao vokalom još se može naći na većini peer-to-peer mreža.
2007., Kroeger opet surađuje sa Santanom na pjesmi za Santanin novi album Ultimate Santana. Pjesma se zove "Into The Night", a ubrzo je izdana i kao singl.
Osim toga, Kroeger surađuje i s Travisom Trittom na njegovom novom albumu The Storm, a zauzvrat je Tritt surađivao s Nickelbackom na pjesmi "Should've Listened" s njihovog albuma The Long Road.
2009. godine Chad je ostvario suradnju s megapopularnim producentom Timbalandom na njegovom trećem samostalnom albumu Shock Value II. Gostovao je na pjesmi "Tomorrow In the Bottle" uz Sebastiana.

### Pravni problemi
2006. godine, 22. 6. oko 2 sata u noći, lokalna policija zaustavila je Chada u mjestu Surrey zbog brze vožnje. Alkotestom je sutvrđeno da je Chad imao više alkohola u krvi od dopuštene količine, Chad je osuđen na 600$ kazne i 1 godinu zabrane upravljanja vozilom.

## Oprema
Chad većinom koristi Paul Reed Smith (PRS Guitars) električne gitare, iako je i viđen s Gibson and Gretsch električnim gitarama u ranim fazama njegove karijere. Navodno ima i Epiphone električnu gitaru. Osim toga, svira i Martin, Yamaha, Gibson, Babicz, Fender, i Tacoma gitare. Povremeno koristi i gitaru Ryana Peakea, koju mu je dao otac.